# Joe Boyd
Pour les articles homonymes, voir Boyd.
Joe Boyd (né le 5 août 1942) est un producteur de disques américain qui a beaucoup travaillé en Grande-Bretagne, avec sa compagnie de production Witchseason, notamment dans les années 1960 (sur lesquelles il a publié un livre de mémoires en 2006). Il a notamment enregistré le premier single de Pink Floyd, puis lancé les carrières de Nick Drake, de Fairport Convention, de The Incredible String Band, etc. Il est aussi connu pour avoir réalisé un fameux film documentaire sur Jimi Hendrix.

## Carrière
Joe Boyd est né à Boston, Massachusetts, et a grandi à Princeton, New Jersey. Étudiant à l'université Harvard, il commence à organiser des concerts avec des artistes de blues comme Lonnie Johnson, Sleepy John Estes, etc. En 1964, il fait ses premières visites en Grande-Bretagne et sur le continent européen en gérant des tournées comme la Blues and Gospel Caravan avec Muddy Waters, Sister Rosetta Tharpe, etc.
L'année suivante il revient à Londres pour y ouvrir un bureau pour le label californien Elektra Records. C'est ce qui l'amène à enregistrer en 66 quelques titres avec Eric Clapton & the Powerhouse (comprenant notamment Steve Winwood au chant et à l'orgue) que l'on trouve sur l'album compilation What's Shakin'. Aux États-Unis il travaille pour les fameux festivals de jazz et de folk de Newport, et c'est ce qui l'amène à vivre aux premières loges la soirée historique du 25 juillet 1965 où un Bob Dylan nouvellement électrifié crée le fameux schisme en se mettant à dos la vieille garde du folk qui l'avait jusque-là encensé (voir : Festival de folk de Newport).
Résidant désormais à Londres, Joe Boyd y crée l'UFO (voir UFO Club), club underground où il fera notamment passer des groupes naissants comme Pink Floyd (dont il produit le premier single Arnold Layne), puis The Soft Machine. Il se consacrera ensuite surtout au folk britannique, développant les carrières d'artistes comme The Incredible String Band, Fairport Convention, Nick Drake, etc. Revenu aux États-Unis dans les années 1970, il réalise notamment l'excellent film documentaire titré simplement Jimi Hendrix. Plus tard il fonde le label Hannibal sur lequel il enregistre des gens comme Richard Thompson, et ouvre la voie à ce qu'on nommera la world music. En 1985, il produit notamment le 3e album de R.E.M. Fables of the Reconstruction. Dans un autre registre il sort en 1988 le film Scandal (avec John Hurt et Bridget Fonda) consacré à ce scandale politique britannique que l'on a appelé « l'affaire Profumo » (d'après le nom du ministre John Profumo).
Le livre de mémoires qu'il fait paraître en 2006 White Bicycles - Making Music in the 1960s est donc riche de détails passionnants sur ces/ses années soixante, des sixties qu'il fait d'ailleurs débuter en 1956 et se terminer au choc pétrolier de 1973 ! (Livre paru en français début 2008 aux Éditions Allia).

## Disques produits ou coproduits par Joe Boyd

### Années 1960
1966
- The Incredible String Band (The Incredible String Band)
- Lord of the Dance (Sydney Carter)
- Alasdair Clayre (Alasdair Clayre)
- What's Shakin' (various artists) - 3 titres par Eric Clapton and the Powerhouse
- A Cold Wind Blows (Elektra EUK 253) Various artists: Cyril Tawney, Matt McGinn, Johnny Handle and Alasdair Clayre[1]

1967
- The Power of the True Love Knot (Shirley Collins)
- The 5000 Spirits or the Layers of the Onion (The Incredible String Band)
- Rags Reels and Airs (Dave Swarbrick, Martin Carthy & Diz Disley)
- Arnold Layne / Candy and a Currant Bun (single de Pink Floyd)
- Granny Takes a Trip (single de The Purple Gang)
- She's Gone, I Should've Known enregistrements pour un single projeté par Soft Machine, à Sound Techniques, London (sorti sur Triple Echo, 1977, Turns On Volume 1 (Voiceprint 2001 CD)

1968
- Tonite Let's All Make Love in London (morceaux de Pink Floyd)
- Very Urgent (Chris McGregor)
- If I Had a Ribbon Bow / If (Stomp) (single de Fairport Convention)
- If (Stomp) / Chelsea Morning (single de Fairport Convention)
- Fairport Convention (Fairport Convention)
- The Hangman's Beautiful Daughter (The Incredible String Band)
- Wee Tam and the Big Huge (The Incredible String Band)
- Kalpana - instrumental and dance music of India (various artists)

1969
- What We Did on Our Holidays (Fairport Convention)
- Si Tu Dois Partir / Genesis Hall (single by Fairport Convention)
- Unhalfbricking (Fairport Convention)
- Five Leaves Left (Nick Drake)
- Liege & Lief (Fairport Convention)
- Kip of the Serenes (Dr. Strangely Strange)
- Big Ted / All Writ Down (single de the The Incredible String Band)
- Changing Horses (The Incredible String Band)

### Années 1970
1970
- Just Another Diamond Day (Vashti Bunyan)
- Bryter Layter (Nick Drake)
- Stormbringer! (John et Beverley Martyn)
- U (The Incredible String Band)
- Full House (Fairport Convention)
- Fotheringay (Fotheringay)
- I Looked Up (The Incredible String Band)
- Be Glad for the Song Has No Ending (The Incredible String Band)
- Pottery Pie (Geoff et Maria Muldaur)
- Brotherhood of Breath (Brotherhood of Breath)

1971
- Desertshore (Nico)
- Smiling Men with Bad Reputations (Mike Heron)
- Call Me Diamond / Lady Wonder (single de Mike Heron)
- The Road to Ruin (John and Beverley Martyn)
- Heavy Petting (Dr. Strangely Strange)

1973
- Maria Muldaur (Maria Muldaur)
- Midnight at the Oasis b/w Any Old Time (single de Maria Muldaur)
- Dueling Banjos b/w Reuben's Train (single de Eric Weissberg et Steve Mandel)
- Jimi Hendrix - B.O.F. (Jimi Hendrix)[2]

1974
- Waitress in a Donut Shop (Maria Muldaur)
- Muleskinner (Muleskinner)

1975
- Kate and Anna McGarrigle (Kate et Anna McGarrigle)
- Geoff Muldaur Is Having a Wonderful Time (Geoff Muldaur)

1976
- Junco Partner (James Booker)
- Live at the L.A. Troubadour (Fairport Convention)
- Sweet Harmony (Maria Muldaur)
- Reggae Got Soul (Toots and the Maytals)

1977
- Dancer with Bruised Knees (Kate et Anna McGarrigle, les Sœurs McGarrigle)

1978
- Rise Up Like the Sun (The Albion Band)
- Julie Covington (Julie Covington)

### Années 1980
1981
- Too Late at Twenty (The Act)
- Party Safari (Joe « King » Carrasco and The Crowns)
- I Ain't Drunk (Geoff Muldaur)

1982
- Shoot Out the Lights (Richard et Linda Thompson)
- Don't Renege On Our Love / Living In Luxury (single by Richard et Linda Thompson)
- Thermonuclear Sweat (Defunkt)
- Money Fall Out The Sky (Cool It Reba)

1983
- Hand of Kindness (Richard Thompson)
- Poppie Nongena - original cast recording

1984
- Small Town Romance (Richard Thompson)

1985
- Across a Crowded Room (Richard Thompson)
- Fables of the Reconstruction (R.E.M.)
- The Wishing Chair (10,000 Maniacs)

1986
- House Full - live at the LA Troubador (Fairport Convention)
- Supply and Demand (Dagmar Krause)
- Angebot und Nachfrage (Dagmar Krause)

1987
- The Music of Bulgaria (Balkana)
- Habanera (John Harle)
- Whatever (Danny Thompson)

1988
- Nazakat & Salamat Ali (Nazakat & Salamat Ali)
- Worker's Playtime (Billy Bragg)
- The Forest is Crying (The Trio Bulgarka)
- Kaira (Toumani Diabate)
- Songhai (Ketama, Toumani Diabate and Danny Thompson)
- These Knees Have Seen The World (The Dinner Ladies)
- Country Cooking (Brotherhood of Breath)
- Miss America (Mary Margaret O'Hara)(Uncredited[3])

1989
- Orpheus Ascending (Ivo Papasov and his Bulgarian Wedding Band)
- Some Other Time (June Tabor)

### Années 1990
1990
- Procedure (The Blackgirls)

1991
- Happy (The Blackgirls)
- Balkanology (Ivo Papasov and his Bulgarian Wedding Band)
- The Watchman (The Watchman)

1992
- Trans-Danubian Swineherd's Music (Orbestra)

1994
- Songhai 2 (Ketama, Toumani Diabate et Danny Thompson)

1996
- ¡Cubanismo! (¡Cubanismo!)
- Djelika (Toumani Diabate)

1997
- Cuba Linda (Alfredo Rodriguez)
- Malembe (¡Cubanismo!)

1998
- Reencarnation (¡Cubanismo!)
- Bareback (The Hank Dogs)
- Double Barrel (Jazz Jamaica)
- Dear Enemy (Dana and Karen Kletter)
- The McGarrigle Hour (Kate & Anna McGarrigle, les Sœurs McGarrigle)
- The Bones Of All Men (Philip Pickett)
- Dew Drop Out (The Yockamo All-stars)

1999
- Mardi Gras Mambo (¡Cubanismo!)
- Kulanjan (Taj Mahal and Toumani Diabate)

### Les années 2000
2002
- Half Smile (The Hank Dogs)

2004
- Private Astronomy (Geoff Muldaur's Futuristic Ensemble)
- Mares Profundos (Virginia Rodrigues)

2005
- London '66-'67 Pink Floyd (enregistré en 1967, sorti en 2005)

2007
- Breathe With Me (Athena)

## Livre
- Joe Boyd, White Bicycles - Making Music in the 1960s, Allia 2008.  (ISBN 978-2-84485-261-8)